# Brobdingnag

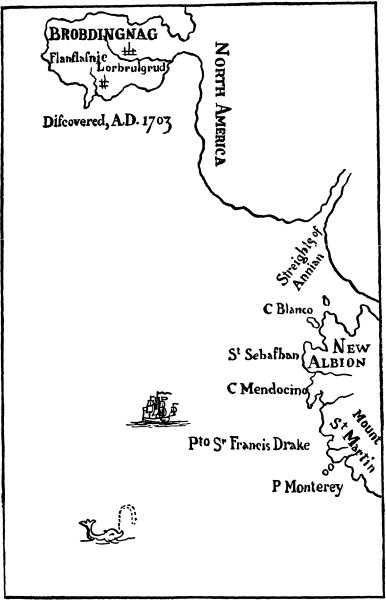
Mapa de Brobdingnag.

Brobdingnag é uma terra fictícia do livro As Viagens de Gulliver, de Jonathan Swift, escrito em 1726. O personagem principal da história, Lemuel Gulliver, visita a terra depois que o navio em que ele está viajando sai do curso. Como resultado, ele se separa de um grupo que explora a terra desconhecida. No segundo prefácio do livro, Gulliver lamenta que a editora tenha escrito incorretamente o nome do terreno, que Gulliver afirma ser chamado de Brobdingrag.

## Localização
Swift descreve a localização de Brobdingnag e sua geografia na Parte II de As Viagens de Gulliver e fornece um mapa mostrando onde ela está. No entanto, os relatos são um tanto contraditórios.
O mapa impresso no início da Parte II indica que Brobdingnag está localizada na costa noroeste da América do Norte, provavelmente onde hoje é a Colúmbia Britânica. O mapa mostra (de sul para norte) Ponto Monterey, Porto Sir Francis Drake, Cabo Mendocino, Cabo São Sebastião, Cabo Blanco e o semi-mítico Estreito de Anián, todos os locais na costa do Pacífico da América do Norte, e mostra Brobdingnag como uma península que se estende do oeste para o Pacífico ao norte do Estreito.
No livro, Gulliver descreve sua viagem da Inglaterra. Depois de passar o inverno no Cabo da Boa Esperança, o navio atingiu uma latitude de cinco graus ao sul, ao norte de Madagascar em março de 1703, e das Molucas, "cerca de três graus ao norte da linha" em abril. De lá, uma tempestade impulsiona o navio "cerca de quinhentas léguas para o leste" (isso colocaria o navio ainda na Micronésia), após o que a tripulação determina "manter o mesmo curso em vez de virar mais para o norte, o que poderia ter trazido nós para as partes noroeste da Grande Tartária ". Eles avistaram terras, que Gulliver mais tarde descobre ser Brobdingnag, em 16 de junho de 1703.
Brobdingnag é considerada uma península do tamanho de um continente de 6.000 milhas (9.700 km) de comprimento e 3.000–5.000 milhas (4.800-8.000 km) de largura, o que, com base na localização fornecida por Gulliver, sugere que cobre a maior parte do Pacífico Norte. Ao contrário, seu mapa mostra Brobdingnag de tamanho e extensão semelhantes aos da atual Washington, e sua descrição da viagem o coloca em uma viagem de seis semanas das Molucas.
Swift era altamente cético sobre a confiabilidade dos escritos de viagem e as improváveis descrições geográficas parodiam muitos livros de viagens não confiáveis publicados na época que Percy Adams descreve como "mentiras de viagem".